# اندیس رود خانه کرخه۳
رود خانه کرخه۳ یک اندیس غیرفلزی است که در حوالی شهر دزفول استان خوزستان قرار دارد و مادهٔ معدنی موجود در آن، گارنت است.  